# 张锦秋
张锦秋（1936年10月7日—），女建筑师，師承清華大學梁思成1960年9月清华大学建筑系本科毕业，1966年2月清华建筑历史与理论研究生毕业。張錦秋是国家一级注册建筑师，教授级高级建筑师。中国建筑西北设计研究院有限公司总建筑师，1994年被遴选为中国工程院首批院士，中国建筑学会理事，中国建筑师学会理事，中国科协委员，陕西省科协副主席，西安市城市规划、建设、管理委员会副主任，全国政协委员。2010年获得何梁何利基金“科学与技术成就奖”。

## 生平
- 1936年10月7日，出生于四川省成都，荣县人。
- 1960年，清华大学建筑系本科毕业。1966年清华大学建筑历史与理论研究生毕业。师从梁思成、莫宗江教授。
- 1966年，分配到西北建筑设计研究院工作，历任技术员、建筑师、主任建筑师、高级建筑师、教授级高级建筑师。
- 1987年起至今，任中国建筑西北设计院总建筑师。
- 1988年，晋升为教授级高级建筑师。
- 1991年，获建设部首批“中国工程建设设计大师”称号。
- 1994年，当选为中国工程院首批院士。
- 1996年，清华大学聘为双聘教授。
- 1997年，获准为国家特批一级注册建筑师。
- 1999年和2004年，当选为中国城市规划学会常务理事。
- 2001年-2005年，担任中国建筑学会副理事长。
- 2001年，获首届"梁思成建筑奖"。
- 2004年，获西安市科学技术杰出贡献奖。
- 同济大学建筑学客座教授
- 2004年11月10日，聘為浙江大学兼职教授。
- 2005年，当选亚太经合组织（APEC）建筑师。

## 主要作品
- 主持设计西安博物院
- 陕西历史博物馆获中国建筑学会建筑创作奖、建设部优秀建筑设计二等奖。
- 阿培仲麻吕纪念碑
- “三唐工程”（唐华宾馆、唐歌舞餐厅、唐代艺术博物馆）获建设部优秀建筑设计二等奖
- 陕西扶风法门寺工程获中国建筑工程总公司优秀工程设计一等奖
- 西安临潼华清池唐代御汤遗址博物馆
- 西安青龙寺空海纪念碑院
- 敦煌国际大酒店
- 西安钟鼓楼广场及地下工程
- 西安国际会议中心曲江宾馆
- 陕西省图书馆、陕西省美术博物馆、展览馆
- 西安群贤庄小区
- 慈恩寺规划
- 玄奘经念院
- 大雁塔南广场
- 毛主席纪念堂方案设计

## 论文专著
张锦秋出版的论文专著有：
1. 《从传统走向未来——一个建筑师的探索》。
2. 《张锦秋专集》
3. 《继承发扬、探索前进——对建筑创作中继承发扬建筑文化传统的几点认识》，建筑学报1986。
4. 《传统空间意识之今用》香港 建筑与城市，1989.4等

## 外部參考
- 梁思成的女弟子 - 張錦秋 （页面存档备份，存于）
- 中國建築師 - 張錦秋官方主頁
- 陝西省美術博物館建築師 - 張錦秋
- 央視《大家》：建築大師張錦秋和她的西安情結 （页面存档备份，存于）